# Bodolz
Bodolz település Németországban, azon belül Bajorországban. Lakosainak száma 3020 fő (2023. december 31.).

## Népesség
A település népessége az elmúlt években az alábbi módon változott:
| Lakosok száma | 501  | 1550 | 1907 | 2922 | 2966 | 2993 | 3028 | 3048 | 3038 | 3020 |
|               | 1875 | 1970 | 1975 | 2011 | 2013 | 2014 | 2016 | 2019 | 2021 | 2023 |